# Symfonie č. 3 (Martinů)
Symfonie č. 3 (H 299) je třetí symfonií Bohuslava Martinů (1890–1959). Byla zkomponována mezi 2. květnem a 14. červnem roku 1944 na venkovském sídle v americkém státě Connecticut. Symfonie o třech větách je poslední symfonií, kterou Martinů vytvořil v období druhé světové války. Hlavními tématy, jež dílo zpracovává, jsou smutek, stesk po rodině a vzdor.

## Vznik díla
Bohuslav Martinů potřeboval nutně odpočinek od uniformního prostředí rušného New Yorku, na které si v mnoha svých dopisech stěžoval. Odjel tedy se svou manželkou Charlottou do Ridgefieldu, kde hned druhý den po příjezdu začal psát třetí symfonii. Když ovšem roku 1944 přišla zpráva o vylodění v Normandii, Martinů ze samé radosti nedokázal pokračovat v psaní díla. Po krátkém odpočinku 14. června provedl poslední úpravy a svou třetí symfonii dokončil.

## Premiéra
Slavnostní premiéra třetí symfonie B. Martinů se odehrála 12. června 1945 v Bostonu pod vedením blízkého přítele Bohuslava Martinů dirigenta Sergeje Alexandroviče Kusevického. Premiéra v podání Bostonského symfonického orchestru sklidila bouřlivé, neustávající ovace.

## Charakteristika symfonie
Symfonie jako ustálená cyklická hudební skladba se obvykle skládá ze čtyř vět, původně se však jednalo o třívětý celek. V případě třetí symfonie Bohuslava Martinů je tento původní tvar přísně dodržován. Věty ve třetí symfonii se uvádějí v následujícím pořadí: 1. Allegro poco moderato, 2. Largo, 3. Allegro – Andante. Martinů v těchto větách vytvořil až akademicky strohá provedení a využil pravidelných repríz. Sám řekl, že při skládání 3. symfonie mu byla vzorem Beethovenova Eroica.
Symfonie byla sepsána v tónině es moll. „Začíná ji úderným, patetickým nárazem, který má v sobě nahromaděnu utajenou sílu vpravdě sonátového tématu…“. Hlavu tématu tvoří tóny es, ges, f, které v tomto konkrétním případě působí na posluchače bezútěšným dojmem. „Volnou větu (Largo) pojal Martinů v duchu nehybné barokní fantazie, jejíž polyfonní názvuky dodávají myšlenkám velebnou vážnost a filozofický klid. Dramatický rozlet závěrečného Allegra pak vyúsťuje jedinečnou katarzí, korunující celou třívětou formu.
Martinů ve své třetí symfonii vzdal poctu Antonínu Dvořákovi, když v posledních několika taktech citoval ústřední motiv z Dvořákova Requiem.